# Copa de la Liga de Primera División 1984
La Copa de la Liga de Primera División de 1984 fue la segunda edición disputada de este torneo, desaparecido en 1986. En esta segunda edición además de los dieciocho equipos que competían en Primera División también participarían los vencedores de las otras categorías de la Copa de la Liga en la temporada anterior. Así también estarían en el sorteo inicial el Atlético Madrileño, vencedor en Segunda División, el Sporting Atlético y el Albacete Balompié como vencedores en Segunda B y el Real Madrid Aficionados como vencedor en Tercera. El vencedor del torneo tendría derecho a disputar la Copa de la UEFA la temporada siguiente.
Los equipos no pudieron contar en la fase decisiva del torneo con los jugadores internacionales que disputaron la Eurocopa, al disputarse esta del 12 al 27 de junio.
En esta ocasión fue el Real Valladolid quien levantaría el trofeo, siendo este su mayor logro deportivo hasta la fecha, tras ganar al Atlético de Madrid. La final se disputó a doble partido, primero como local el Atlético en el estadio Vicente Calderón quedando 0-0 y la vuelta en el estadio José Zorrilla con un resultado de 0-0 en los 90 minutos reglamentarios y 3-0 en la prórroga.

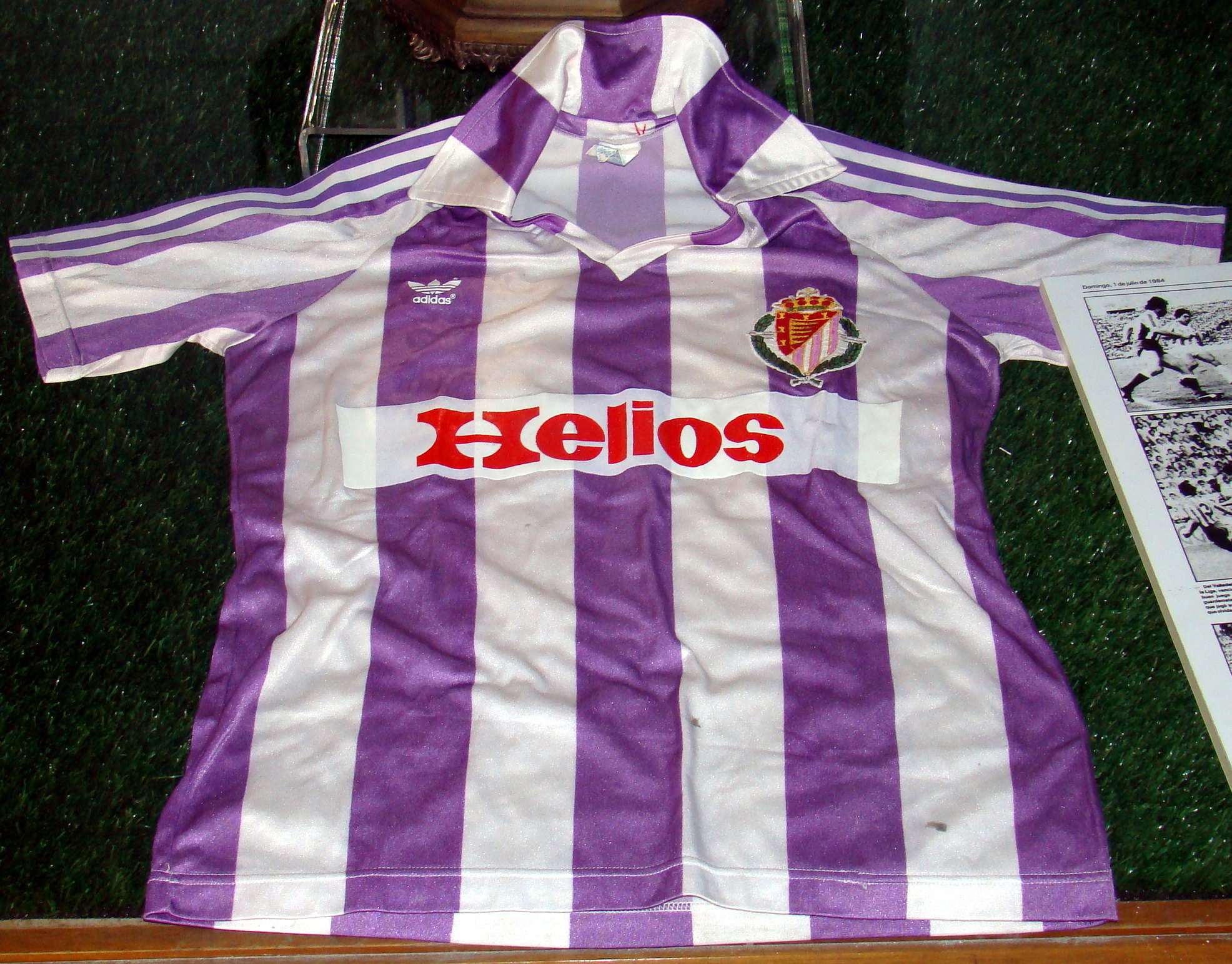
Camiseta del Real Valladolid en la temporada 1983/84.

## Primera ronda
Los partidos de ida de esta primera ronda se jugaría los días 6 y 9 de mayo de 1984 mientras que la vuelta se jugaría los días 12, 13, 15 y 16 de mayo.
El Athletic Club y el Barcelona quedaron exentos de disputar esta ronda.
| Equipo local            | Equipo visitante        | Ida   | Vuelta            |
| ----------------------- | ----------------------- | ----- | ----------------- |
| Sevilla Fútbol Club     | Valencia Club de Fútbol | 1 - 0 | 0 - 1 (pr.+ pen.) |
| Real Madrid             | Atlético de Madrid      | 1 - 1 | 2 - 3             |
| RCD Español             | Real Murcia             | 2 - 1 | 4 - 1             |
| Real Valladolid         | Real Zaragoza           | 1 - 0 | 4 - 2             |
| RCD Mallorca            | UD Salamanca            | 3 - 1 | 1 - 1             |
| Real Sociedad           | Cádiz CF                | 2 - 0 | 0 - 0             |
| Osasuna                 | Albacete Balompié       | 1 - 1 | 5 - 1             |
| CD Málaga               | Atlético Madrileño      | 1 - 0 | 2 - 0             |
| Real Madrid Aficionados | Sporting de Gijón       | 0 - 0 | 0 - 3             |
| Sporting Atlético       | Real Betis              | 0 - 0 | 4 - 4 (pr.+ pen.) |

## Segunda ronda
La ida de esta segunda ronda fue jugada los días 19 y 20 de mayo siendo la vuelta jugada el día 27.
En esta ocasión Sevilla, Valladolid, Español y Betis pasaron directamente a cuartos de final al quedar exentos de jugar esta eliminatoria.
| Equipo local      | Equipo visitante   | Ida   | Vuelta |
| ----------------- | ------------------ | ----- | ------ |
| Athletic Club     | Atlético de Madrid | 1 - 3 | 2 - 3  |
| Barcelona         | Real Sociedad      | 3 - 0 | 0 - 2  |
| RCD Mallorca      | CD Málaga          | 2 - 1 | 2 - 0  |
| Sporting de Gijón | Osasuna            | 3 - 0 | 1 - 2  |

## Fase final
Tras las dos primeras rondas los ocho equipos clasificados se enfrentaron en tres eliminatorias a ida y vuelta durante el mes de junio de 1984.
|  | Cuartos de final                 | Cuartos de final                 | Cuartos de final                 |   |            | Semifinales               | Semifinales               | Semifinales               |  |  | Final                     | Final                     | Final                     |
|  | 2 y 3 de junio - 9 y 10 de junio | 2 y 3 de junio - 9 y 10 de junio | 2 y 3 de junio - 9 y 10 de junio |   |            | 16 de junio - 21 de junio | 16 de junio - 21 de junio | 16 de junio - 21 de junio |  |  | 26 de junio - 30 de junio | 26 de junio - 30 de junio | 26 de junio - 30 de junio |
|  |                                  |                                  |                                  |   |            |                           |                           |                           |  |  |                           |                           |                           |
|  | RCD Mallorca                     | 2                                | 2                                |   |            |                           |                           |                           |  |  |                           |                           |                           |
|  | Barcelona (pr.+ pen.)            | 1                                | 3                                |   |            |                           |                           |                           |  |  |                           |                           |                           |
|  | Barcelona (pr.+ pen.)            | 1                                | 3                                |   | Barcelona  | 1                         | 1                         |                           |  |  |                           |                           |                           |
|  |                                  |                                  |                                  |   | Barcelona  | 1                         | 1                         |                           |  |  |                           |                           |                           |
|  |                                  | Atlético de Madrid               | 2                                | 2 |            |                           |                           |                           |  |  |                           |                           |                           |
|  | RCD Español                      | Atlético de Madrid               | 2                                | 2 | 0          | 2                         |                           |                           |  |  |                           |                           |                           |
|  | RCD Español                      |                                  |                                  |   | 0          | 2                         |                           |                           |  |  |                           |                           |                           |
|  | Atlético de Madrid               | 2                                | 4                                |   |            |                           |                           |                           |  |  |                           |                           |                           |
|  |                                  |                                  |                                  |   |            |                           |                           |                           |  |  | Atlético de Madrid        | 0                         | 0                         |
|  |                                  |                                  | Real Valladolid (pr.)            | 0 | 3          |                           |                           |                           |  |  |                           |                           |                           |
|  | Sporting de Gijón                | 0                                | 1                                |   |            |                           |                           |                           |  |  |                           |                           |                           |
|  | Real Betis                       | 1                                | 1                                |   |            |                           |                           |                           |  |  |                           |                           |                           |
|  | Real Betis                       | 1                                | 1                                |   | Real Betis | 2                         | 0                         |                           |  |  |                           |                           |                           |
|  |                                  |                                  |                                  |   | Real Betis | 2                         | 0                         |                           |  |  |                           |                           |                           |
|  |                                  | Real Valladolid                  | 0                                | 3 |            |                           |                           |                           |  |  |                           |                           |                           |
|  | Sevilla Fútbol Club              | Real Valladolid                  | 0                                | 3 | 2          | 1                         |                           |                           |  |  |                           |                           |                           |
|  | Sevilla Fútbol Club              |                                  |                                  |   | 2          | 1                         |                           |                           |  |  |                           |                           |                           |
|  | Real Valladolid (pr.+ pen.)      | 0                                | 3                                |   |            |                           |                           |                           |  |  |                           |                           |                           |

## Final

### Ida
|    | POR | Carlos Santiago Pereira |     |
|    | DEF | Miroslav Votava         |     |
|    | DEF | Miguel Ángel Ruiz       |     |
|    | DEF | Juan Carlos Arteche     |     |
|    | DEF | Tomás Reñones           |     |
|    | MED | Julio Prieto            |     |
|    | MED | Roberto Marina          |     |
|    | MED | Jesús Landáburu         | 65' |
|    | DEL | Juan Carlos Pedraza     | 72' |
|    | DEL | Hugo Sánchez            |     |
|    | DEL | Juan José Rubio         |     |
| DT | DT  | Luis Aragonés           |     |

|    | POR | Carlos Fenoy           |     |
|    | DEF | Miguel Aracil          |     |
|    | DEF | Luis Miguel Gail       |     |
|    | DEF | Antonio García Navajas |     |
|    | DEF | Richard                |     |
|    | MED | Jorge Alonso           | 72' |
|    | MED | José Moré              |     |
|    | MED | Eusebio Sacristán      |     |
|    | DEL | Patricio Yáñez         |     |
|    | DEL | Jorge Da Silva         | 85' |
|    | DEL | Jesús Angel López      |     |
| DT | DT  | Fernando Redondo       |     |

|  | MED | Ricardo Ortega Mínguez | 65' |
|  | DEL | Luis Cabrera           | 72' |

|  | MED | Luis Mariano Minguela | 72' |
|  | DEL | Francisco Fortes      | 85' |

| Árbitro: | Ildefonso Urizar Azpitarte |

|    | POR | Carlos Santiago Pereira |     |
|    | DEF | Miroslav Votava         |     |
|    | DEF | Miguel Ángel Ruiz       |     |
|    | DEF | Juan Carlos Arteche     |     |
|    | DEF | Tomás Reñones           |     |
|    | MED | Julio Prieto            |     |
|    | MED | Roberto Marina          |     |
|    | MED | Jesús Landáburu         | 65' |
|    | DEL | Juan Carlos Pedraza     | 72' |
|    | DEL | Hugo Sánchez            |     |
|    | DEL | Juan José Rubio         |     |
| DT | DT  | Luis Aragonés           |     |

|    | POR | Carlos Fenoy           |     |
|    | DEF | Miguel Aracil          |     |
|    | DEF | Luis Miguel Gail       |     |
|    | DEF | Antonio García Navajas |     |
|    | DEF | Richard                |     |
|    | MED | Jorge Alonso           | 72' |
|    | MED | José Moré              |     |
|    | MED | Eusebio Sacristán      |     |
|    | DEL | Patricio Yáñez         |     |
|    | DEL | Jorge Da Silva         | 85' |
|    | DEL | Jesús Angel López      |     |
| DT | DT  | Fernando Redondo       |     |

|  | MED | Ricardo Ortega Mínguez | 65' |
|  | DEL | Luis Cabrera           | 72' |

|  | MED | Luis Mariano Minguela | 72' |
|  | DEL | Francisco Fortes      | 85' |

| Árbitro: | Ildefonso Urizar Azpitarte |

### Vuelta
|    | POR | Carlos Fenoy           |     |
|    | DEF | Miguel Aracil          |     |
|    | DEF | Luis Miguel Gail       |     |
|    | DEF | Antonio García Navajas |     |
|    | DEF | Richard                |     |
|    | MED | Jorge Alonso           |     |
|    | MED | José Moré              |     |
|    | MED | Eusebio Sacristán      | 82' |
|    | DEL | Patricio Yáñez         |     |
|    | DEL | Jorge Da Silva         |     |
|    | DEL | Jesús Angel López      | 51' |
| DT | DT  | Fernando Redondo       |     |

|    | POR | Carlos Santiago Pereira |     |
|    | DEF | Miroslav Votava         |     |
|    | DEF | Miguel Ángel Ruiz       |     |
|    | DEF | Juan Carlos Arteche     |     |
|    | DEF | Tomás Reñones           |     |
|    | MED | Julio Prieto            |     |
|    | MED | Roberto Simón Marina    | 77' |
|    | MED | Jesús Landáburu         |     |
|    | MED | Ricardo Ortega Mínguez  | 56' |
|    | DEL | Hugo Sánchez            |     |
|    | DEL | Juan José Rubio         |     |
| DT | DT  | Luis Aragonés           |     |

|  | MED | Luis Minguela    | 51' |
|  | DEL | Francisco Fortes | 82' |

|  | DEL | Víctor Rodríguez    | 56' |
|  | DEL | Juan Carlos Pedraza | 77' |

|  | 98'  | Votava (p.p.) | 1-0 |
|  | 106' | Fortes        | 2-0 |
|  | 113' | Minguela      | 3-0 |

|  | 81'  | Yáñez   |
|  | 108' | Richard |

|  | 67' | Víctor |

|  | 117' | Minguela |

|  | 117' | Pedraza |

| Árbitro: | José Donato Pes Pérez |

|    | POR | Carlos Fenoy           |     |
|    | DEF | Miguel Aracil          |     |
|    | DEF | Luis Miguel Gail       |     |
|    | DEF | Antonio García Navajas |     |
|    | DEF | Richard                |     |
|    | MED | Jorge Alonso           |     |
|    | MED | José Moré              |     |
|    | MED | Eusebio Sacristán      | 82' |
|    | DEL | Patricio Yáñez         |     |
|    | DEL | Jorge Da Silva         |     |
|    | DEL | Jesús Angel López      | 51' |
| DT | DT  | Fernando Redondo       |     |

|    | POR | Carlos Santiago Pereira |     |
|    | DEF | Miroslav Votava         |     |
|    | DEF | Miguel Ángel Ruiz       |     |
|    | DEF | Juan Carlos Arteche     |     |
|    | DEF | Tomás Reñones           |     |
|    | MED | Julio Prieto            |     |
|    | MED | Roberto Simón Marina    | 77' |
|    | MED | Jesús Landáburu         |     |
|    | MED | Ricardo Ortega Mínguez  | 56' |
|    | DEL | Hugo Sánchez            |     |
|    | DEL | Juan José Rubio         |     |
| DT | DT  | Luis Aragonés           |     |

|  | MED | Luis Minguela    | 51' |
|  | DEL | Francisco Fortes | 82' |

|  | DEL | Víctor Rodríguez    | 56' |
|  | DEL | Juan Carlos Pedraza | 77' |

|  | 98'  | Votava (p.p.) | 1-0 |
|  | 106' | Fortes        | 2-0 |
|  | 113' | Minguela      | 3-0 |

|  | 81'  | Yáñez   |
|  | 108' | Richard |

|  | 67' | Víctor |

|  | 117' | Minguela |

|  | 117' | Pedraza |

| Árbitro: | José Donato Pes Pérez |

|                                |
| Campeón                        |
| Real Valladolid Club de Fútbol |
| 1.º Título                     |

## Tabla de participación
| Equipo            | J  | G | E | P | GF | GC | Goleadores |
| Atlético Madrid   | 10 | 7 | 2 | 1 | 20 | 13 | Hugo Sánchez (6), Quique Ramos (4), Marina (3), Arteche (2), Julio Prieto (1), Landáburu (1), Mínguez (1), Pedraza (1), Ruiz (1) |
| Real Valladolid   | 8  | 5 | 1 | 2 | 14 | 7  | Moré (3), Da Silva (3), Jorge Alonso (3), Yáñez (1), Gail (1), Fortes (1), Votava (1, ATM, pp.), Minguela (1)                    |
| R. C. D. Mallorca | 6  | 4 | 1 | 1 | 12 | 7  | Barrera (5), Juani (4), Higuera (1), Delgado (1), Verón (1)                                                                      |
| Real Betis        | 6  | 2 | 3 | 1 | 8  | 8  | Paco (4), Suárez (2), Parra (1), Calleja (1)                                                                                     |
| Sporting Gijón    | 6  | 2 | 2 | 2 | 8  | 4  | Mesa (2), Ferrero (2), Abel (1), Zurdi (1), Eloy (1), Lecumberri (1, OSA, pp.)                                                   |
| C.A. Osasuna      | 4  | 2 | 1 | 1 | 8  | 6  | Bayona (3), Lumbreras (2), Arechavaleta (2), Espinosa (1, SPO, pp.)                                                              |
| Real Sociedad     | 4  | 2 | 1 | 1 | 4  | 3  | Zamora (1), Bakero (1), Uralde (1), Begiristain (1)                                                                              |
| R. C. D. Espanyol | 4  | 2 | 0 | 2 | 8  | 8  | Diego Orejuela (2), Márquez (2), Giménez (2), Corominas (1), Jesús Orejuela (1)                                                  |
| Sevilla F. C.     | 4  | 2 | 0 | 2 | 4  | 4  | Ruda (1), Moisés (1), Magdaleno (1), Juan Carlos (1)                                                                             |
| C.D. Málaga       | 4  | 2 | 0 | 2 | 4  | 4  | Albis (2), Fernando Rodríguez (1), Urdaci (1)                                                                                    |
| F. C. Barcelona   | 6  | 2 | 0 | 4 | 9  | 10 | Pichi Alonso (4), Schuster (1), Rojo (1), Morán (1), Alexanko (1), Calderé (1)                                                   |
| Valencia C. F.    | 2  | 1 | 0 | 1 | 1  | 1  | Ribes (1) |
| Sporting B        | 2  | 0 | 2 | 0 | 4  | 4  | Roberto (1), Eraña (1), Marcelino (1), Llabrés (1)                                                                               |
| Real Madrid       | 2  | 0 | 1 | 1 | 3  | 4  | Butragueño (2), Ito (1) |
| U.D. Salamanca    | 2  | 0 | 1 | 1 | 2  | 4  | Abajo (1), Tapia (1) |
| Cádiz C. F.       | 2  | 0 | 1 | 1 | 0  | 2  | - |
| Real Madrid C     | 2  | 0 | 1 | 1 | 0  | 3  | - |
| Albacete          | 2  | 0 | 1 | 1 | 2  | 6  | Gervasio (1), Rubio (1) |
| Athletic Bilbao   | 2  | 0 | 0 | 2 | 3  | 6  | Dani (2), Julio Salinas (1) |
| Real Zaragoza     | 2  | 0 | 0 | 2 | 2  | 5  | García Cortés (1), Conde (1) |
| Atlético Madrid B | 2  | 0 | 0 | 2 | 0  | 3  | - |
| Real Murcia       | 2  | 0 | 0 | 2 | 2  | 6  | Tarrés (1), Figueroa (1) |
|                   |    |   |   |   |    |    | |